# Kirche Putzar

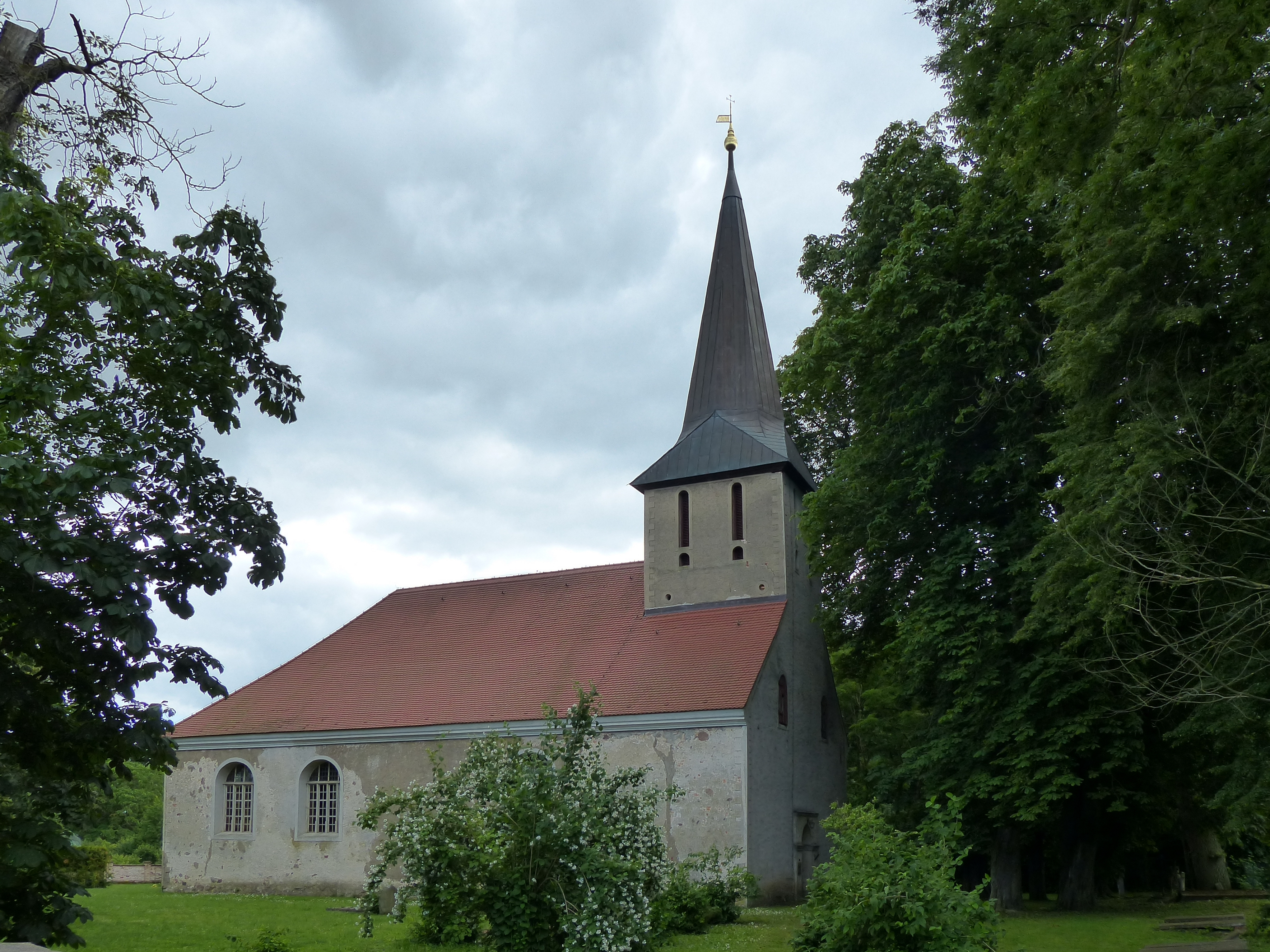
Kirche Putzar

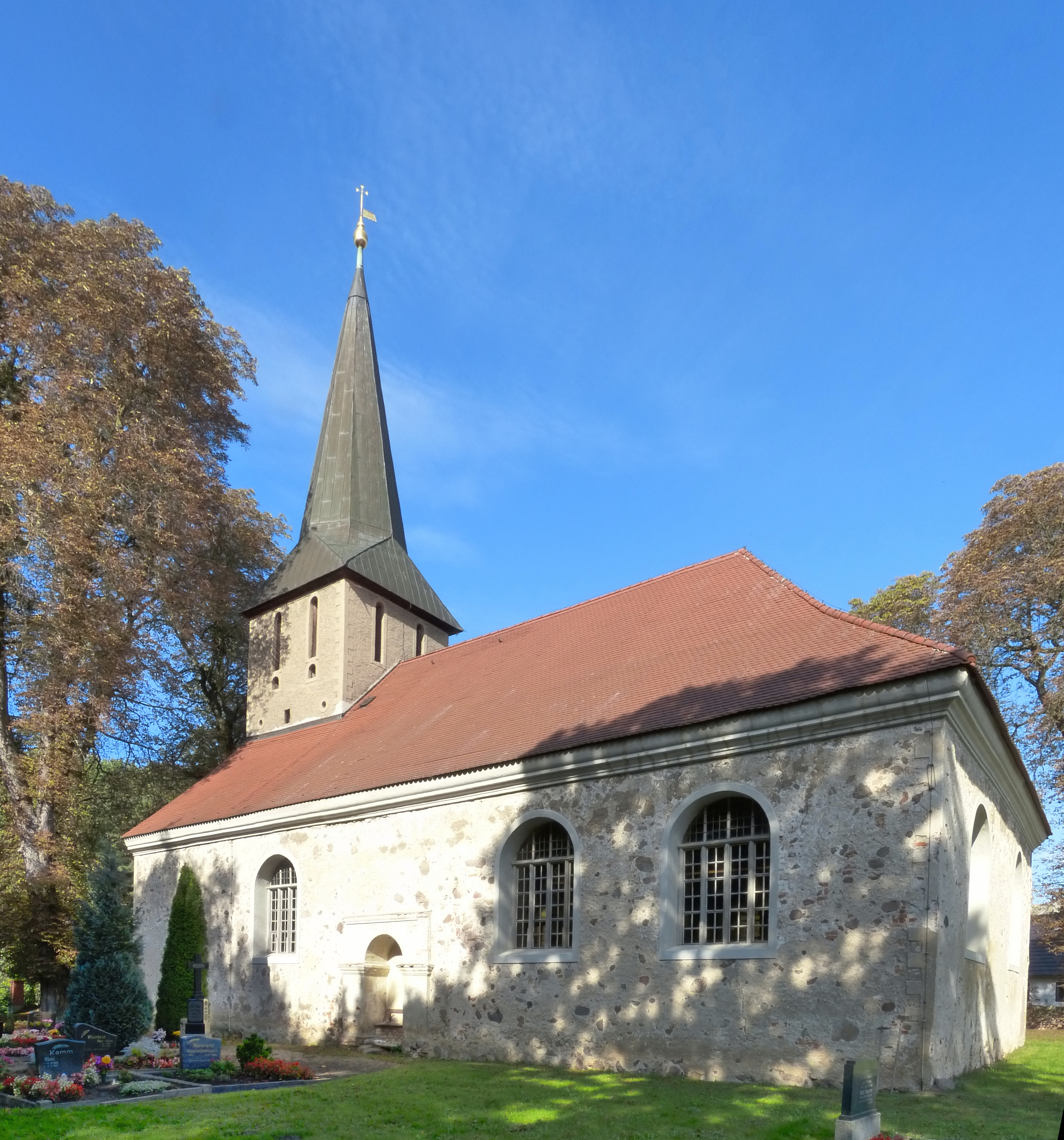
Südseite

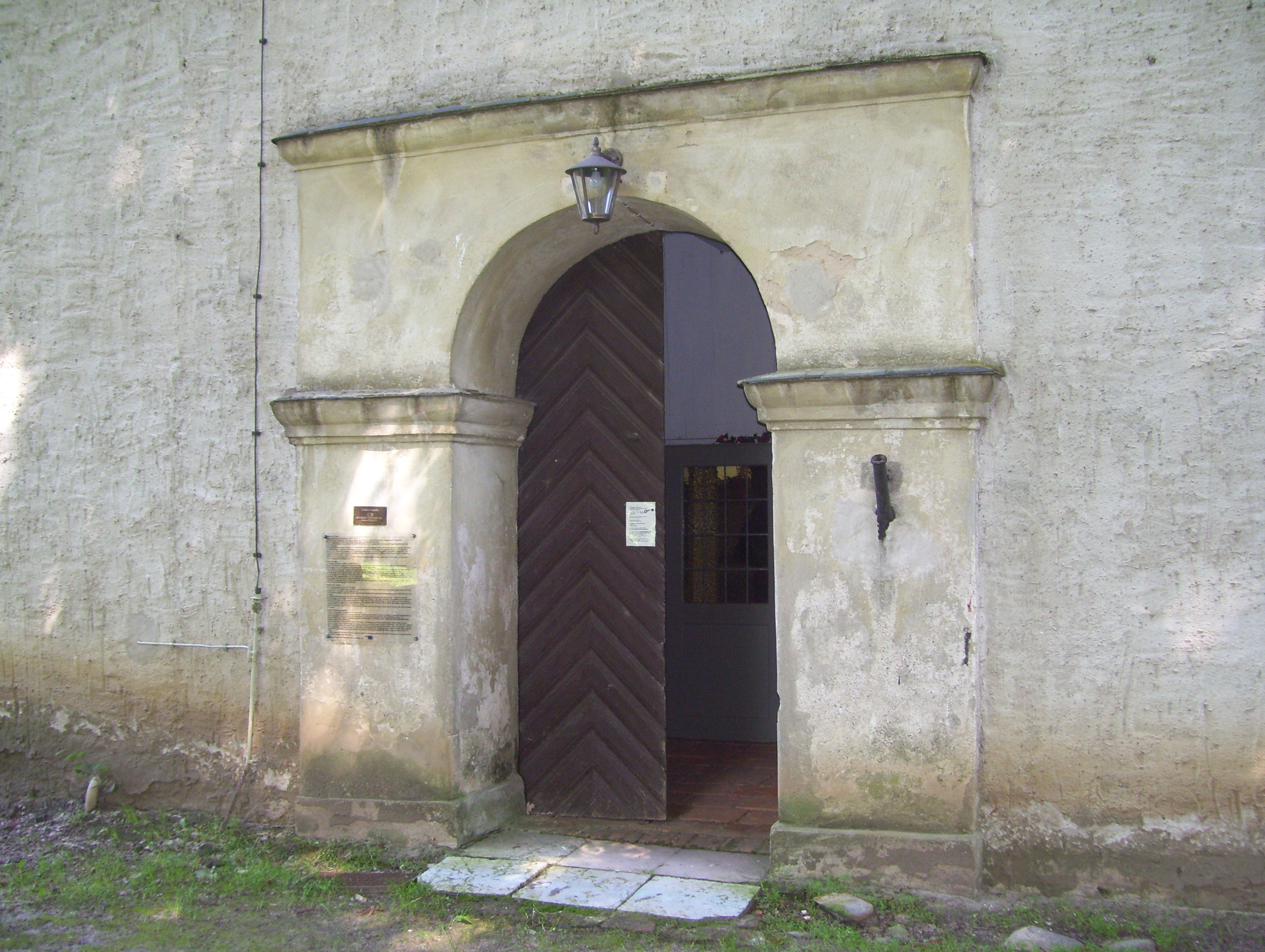
Eingangsportal

Die Kirche Putzar ist ein Kirchengebäude aus dem 16. Jahrhundert im Ortsteil Putzar der Gemeinde Boldekow im Landkreis Vorpommern-Greifswald in Mecklenburg-Vorpommern. Sie gehört zur Kirchengemeinde Boldekow-Wusseken in der Propstei Pasewalk des Pommerschen Evangelischen Kirchenkreises der Evangelisch-Lutherischen Kirche in Norddeutschland.

## Geschichte
Die Kirche wurde 1560 unter Ulrich von Schwerin gebaut, der auch das ältere der beiden Gebäude des benachbarten Schlosses Putzar errichten ließ. Am 17. Juli 1636 brannten die Kirche und andere Gebäude des Dorfes nieder. Den Brand hatte ein Bauernknecht mit einer Schlüsselbüchse verursacht. Erst 1653 wurde die Kirche wieder aufgebaut.
Dettlof von Schwerin ließ die Kirche 1705 für 2000 Taler umbauen und neu ausstatten. Sie erhielt ihren Turm und den größten Teil der bis in die Gegenwart erhaltenen Innenausstattung. 1721 ließ der Landjägermeister Hans Bogislav von Schwerin die Orgelempore, die Patronatsloge und das Gestühl einbauen.
Bis 1739 war die Putzarer Kirchengemeinde eigenständig, dann siedelte der Pfarrer in ein neues Pfarrhaus nach Boldekow über. Putzar wurde zur Nebengemeinde von Boldekow erklärt, wobei sie ihre Rechte als Mutterkirche behielt. Das Kirchenpatronat war bis 1945 bei den Gutsbesitzern von Putzar, der Familie von Schwerin.
Nach Restaurierungsarbeiten zwischen 1956 und 1963 wurde die Kirche zwischen 1993 und 2000 umfassend instand gesetzt. Die Finanzierung wurde durch die Deutsche Stiftung Denkmalschutz, die Pommersche Evangelische Kirche, das Land Mecklenburg-Vorpommern und die Kirchengemeinde Putzar realisiert.

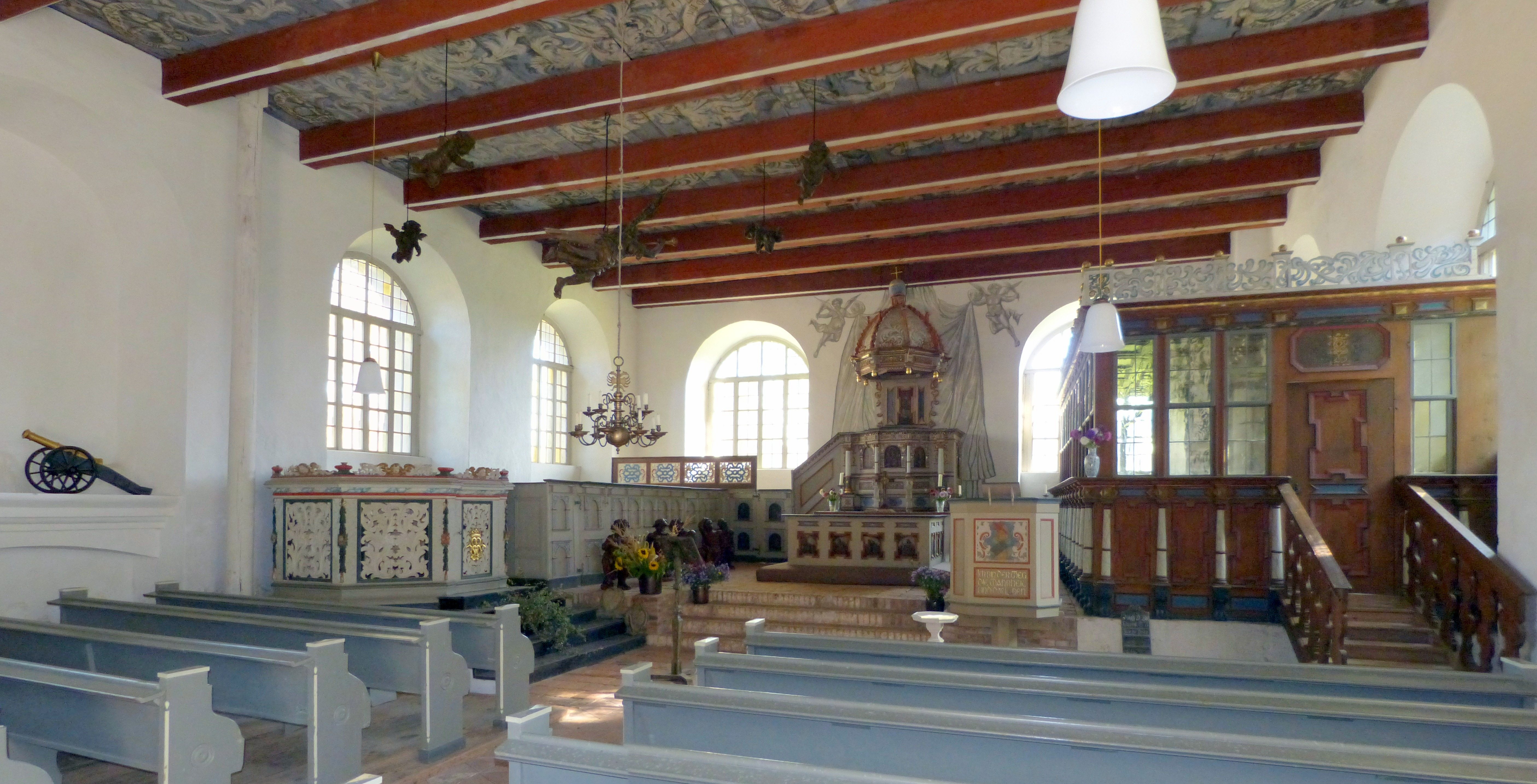
Altarraum

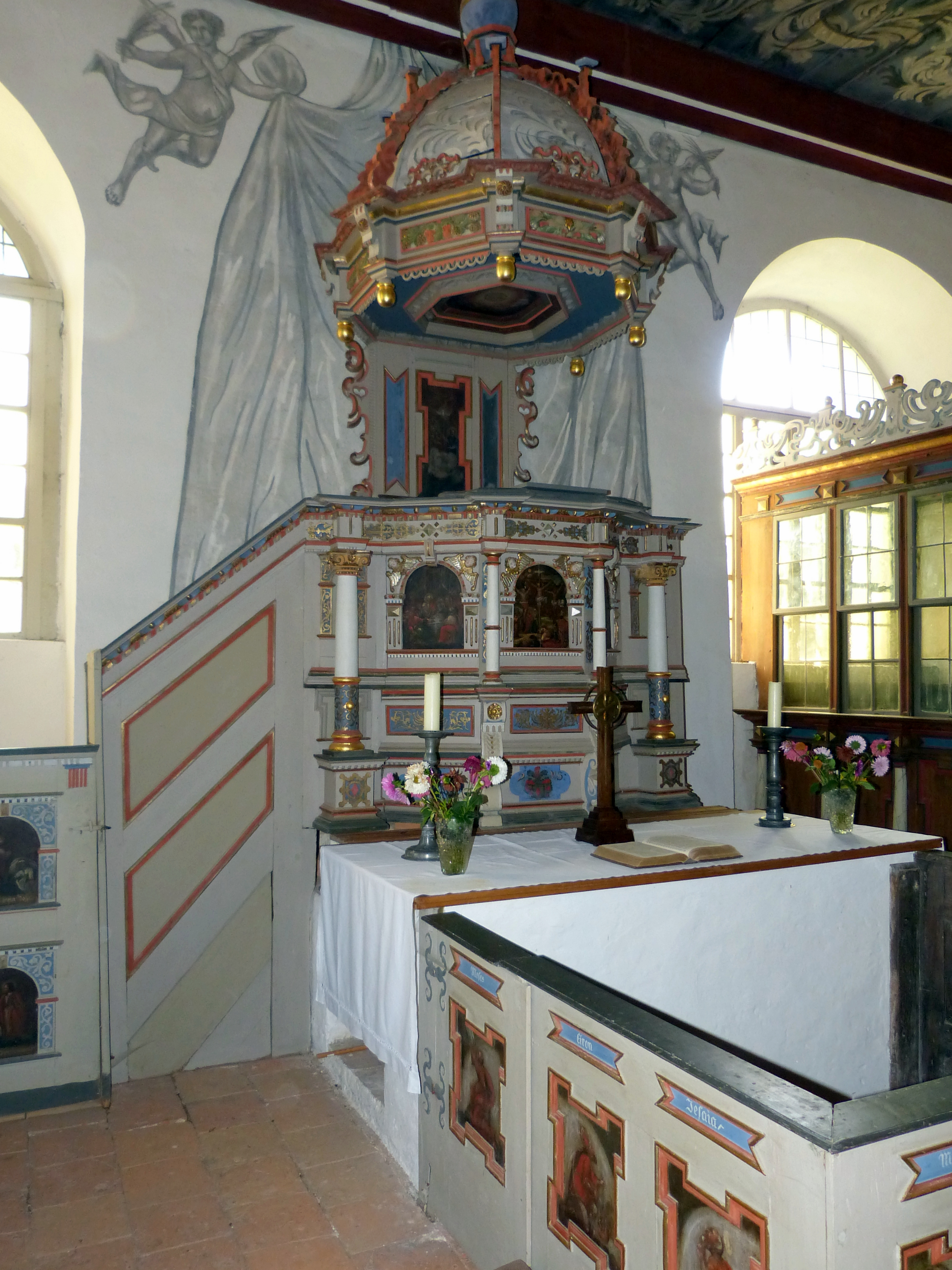
Kanzelaltar

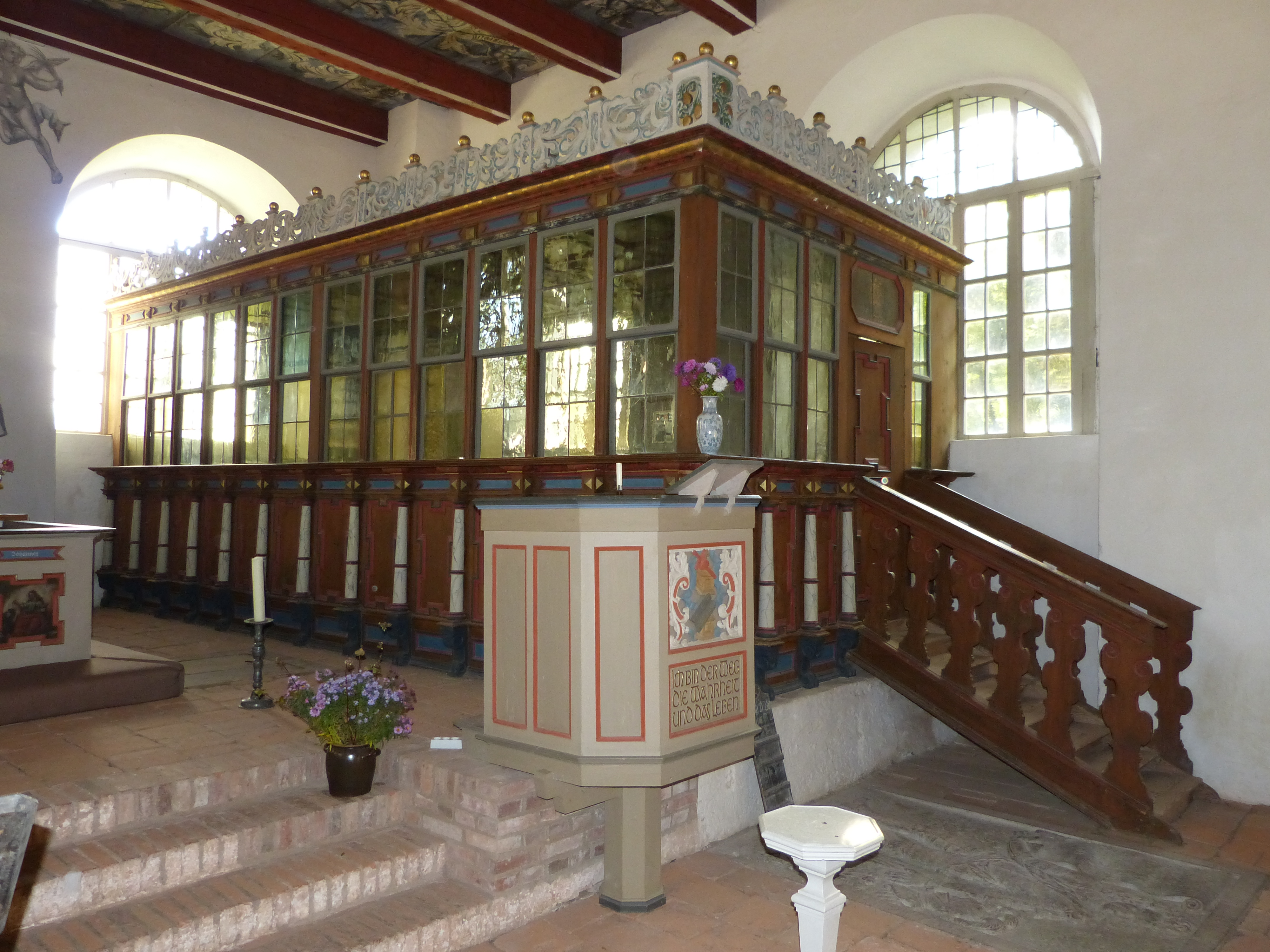
Patronatsloge

## Gebäude
Die Saalkirche wurde auf rechteckigem Grundriss mit 24 Meter Länge und 13 Meter Breite aus Feldstein errichtet. Die Wände sind 1,4 m stark. Das rundbogige Westportal hat ein profiliertes Kämpfergesims. Gleichartig aufgebaut ist das in der südlichen Langseite gelegene Portal mit zugemauerter Pforte. In den beiden Langseiten befinden sich je drei, in der Ostwand zwei breite rundbogige Fenster mit Putzfaschen. Im westlichen Dachgiebel befinden sich zwei rundbogige Luken, deren Laden je einen rautenförmigen Ausschnitt als Symbol der Familie von Schwerin besitzen. Das Dach ist nach Osten als Walmdach ausgeführt.
Der rechteckige westliche Dachturm wurde 1705 aus Backstein aufgebaut und durch Putz dem Gebäude angeglichen. Auf jeder der vier Seiten befinden sich zwei schmale rundbogige Schallöffnungen mit Putzfaschen. Mit Ausnahme der auf der Ostseite gelegenen ist unter jeder Schallöffnung eine weitere, deutlich kleinere angeordnet. Der schlanke achteckige Turmhelm ist mit Schindeln gedeckt.

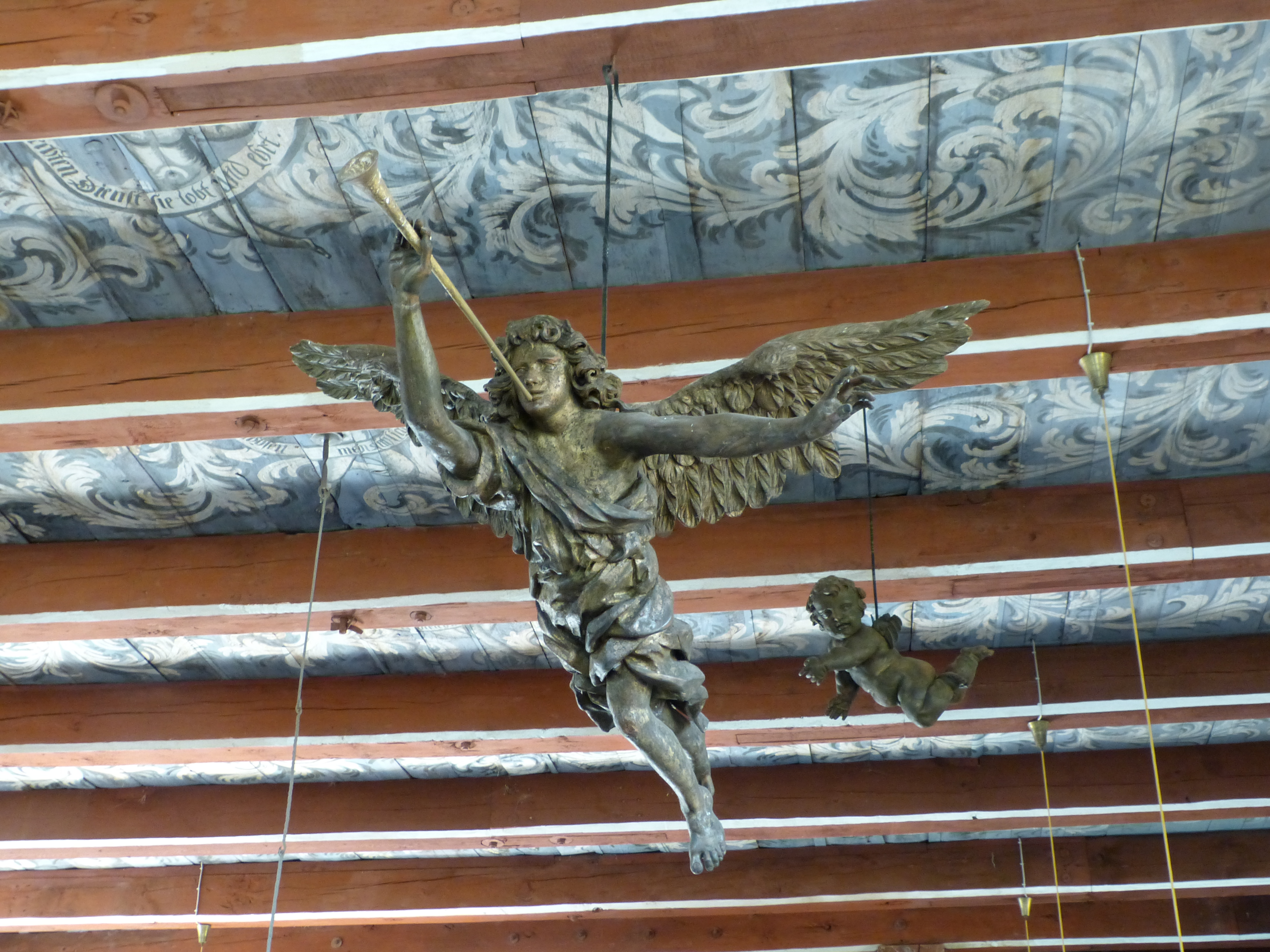
Posaunenengel und Putte

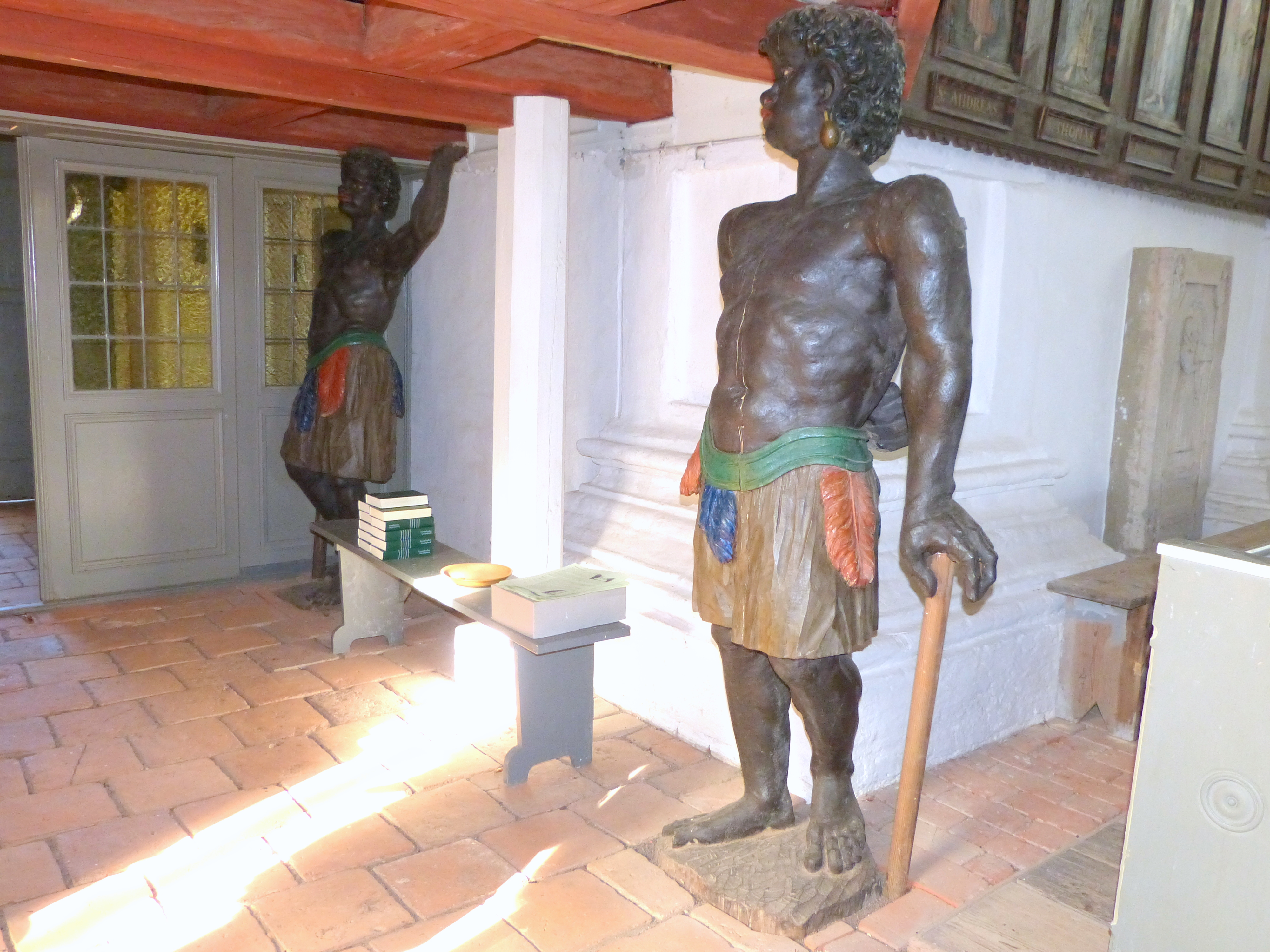
Zwei der vier Mohren unter der Orgelempore

## Ausstattung
- Die Kirche hat eine Holzbalkendecke mit figürlicher und ornamentaler Bemalung im Stil des Barock aus dem 17. Jahrhundert. Von Engeln werden Spruchbänder mit dem Te Deum gehalten. Die Bemalung wurde von 1994 bis 2000 restauriert.[7]
- Der Kanzelaltar von großen Abmessungen ist eine Renaissancearbeit und stammt aus dem 17. Jahrhundert. Der Kanzelkorb ist mit reichem Schnitzwerk und Ölgemälden mit Passionsdarstellungen verziert. Am Fuß der Kanzel befindet sich das Wappen der Familie von Schwerin. Reich verziert ist auch der Schalldeckel. An der Wand hinter dem Altar befindet sich eine gemalte, von Engeln gehaltene barocke Draperie, die bei der Renovierung um 1960 stark erneuert wurde.
- Der ungewöhnlich große Altartisch ist aus Backstein gemauert. Eine Nische durchschneidet ihn auf der gesamten Länge.
- Die Altarschranken mit barocken Formen stammen aus dem 18. Jahrhundert. Die Ölgemälde in den Schranken stellen auf der linken Seite die Propheten Mose, Aaron und Jesaja, in der Mitte die Evangelisten Matthäus, Markus, Lukas und Johannes sowie auf der rechten Seite die Propheten Jeremia, Hesekiel und David dar.
- Die Patronatsloge rechts vom Altar mit barocken Schnitzereien und das Kirchengestühl wurden 1721 eingebaut. Die Aufsatzfiguren in Engelsgestalt wurden später von den Brüstungen abgenommen und als Träger für die Kollektenteller am Kircheneingang verwendet. Von einem früher in der Loge vorhandenen kleinen Ofen existieren noch drei gusseiserne Platten, auf einer ist der Sündenfall, auf den beiden anderen das Abendmahl Jesu dargestellt.
- Der mit reichen Schnitzereien verzierte und farblich sehr bunt gehaltene barocke Taufstuhl wurde laut Inschrift an der Innentür 1731 vom Küster und Dorflehrer Carl Wöhrenhof und seiner Frau gestiftet.
- Oberhalb des Taufstuhles hängt ein Posaunenengel von der Decke. Er ist von vier Putten umgeben.
- Das Lesepult aus dem 17. Jahrhundert ist aus Holz geschnitzt und steht auf einem hermenartigem Stock. Ein Wappenschild oben trägt die Inschrift JVR GEN KADO, deren Bedeutung nicht bekannt ist.
- Die Orgelempore aus dem Jahr 1721 wird von vier schwarzen Figuren getragen. Über dem Mittelgang kragt die Brüstung der Empore hervor. Auf der Brüstung befinden sich die Gemälde Jesu Christi und der zwölf Apostel, von Mirjam,  sowie emblematische Darstellungen. Der Gutspächter Daniel Wesenberg und seine Frau stifteten die Bemalungen.
- Die schwarzen Figuren, die sogenannten Mohren, stellen überlebensgroß in kräftigen, fast üppigen Barockformen, vier Schwarzafrikaner dar. Zu ihnen gibt es zwei unterschiedliche Erklärungen. In der ersten Version, nach mündlicher Überlieferung in der Familie von Schwerin, brachte der in niederländischen Diensten stehende Detlof von Schwerin vier Schwarze, die ihm das Leben gerettet haben sollen, mit nach Putzar. Zu seiner Beerdigung sollen sie den schweren Prunksarg vom Schloss zur Kirche getragen haben. 1721 wurden ihre Figuren als Emporenträger in der Kirche aufgestellt. In der anderen Version sollen die vier schwarzen Holzfiguren den Sarg des Generalfeldmarschalls Kurt Christoph von Schwerin († 1757)  in der Kirche Wusseken getragen haben.
- Auf den ursprünglich sechs Trauerfiguren stand möglicherweise der Sarg Detlofs von Schwerin. Die sechste Figur war in der ersten Hälfte des 20. Jahrhunderts an das Anklamer Museum ausgeliehen worden. Sie verbrannte 1944 bei einem Luftangriff auf die Stadt.
- Auf dem Altar befand sich bis ins 19. Jahrhundert eine Standarte, die Herzog Philipp Julius dem Kornett Anton Detlof von Schwerin 1624 verliehen hatte. In ihr war in Gold gestickt ein Greif mit einem Schwert dargestellt. Die Unterschrift lautete: PRO ARIS ET FOCIS (Für Altar und Herd).[8] Beim Begräbnis des Anton Detlof wurde ihm die Standarte vorangetragen. Die noch 1865 im Landbuch von Heinrich Berghaus[9] beschriebene Standarte war bei der Besichtigung der Kirche durch Hugo Lemcke 1899 nicht mehr vorhanden.

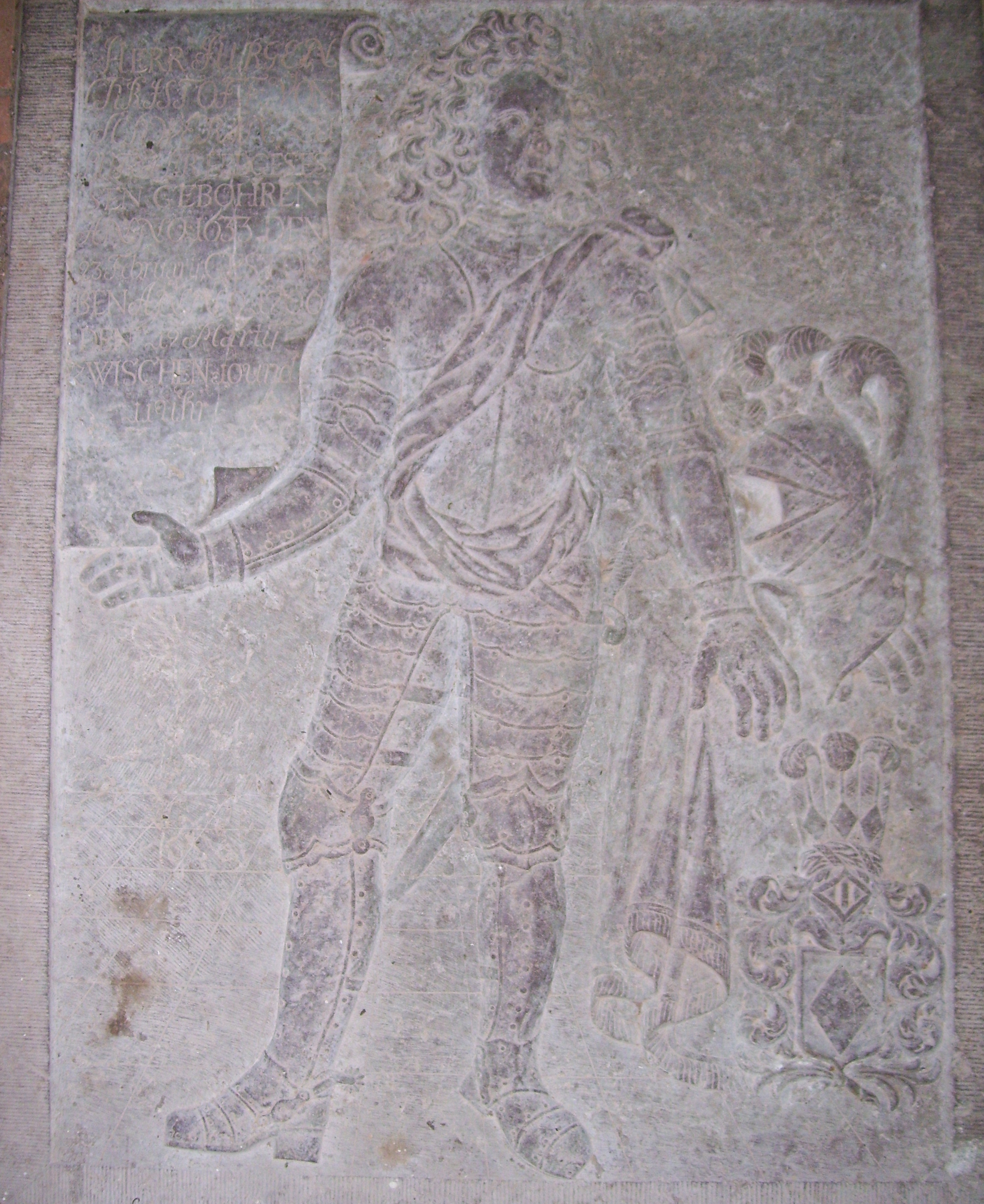
Grabplatte für Jürgen Christoph von Schwerin

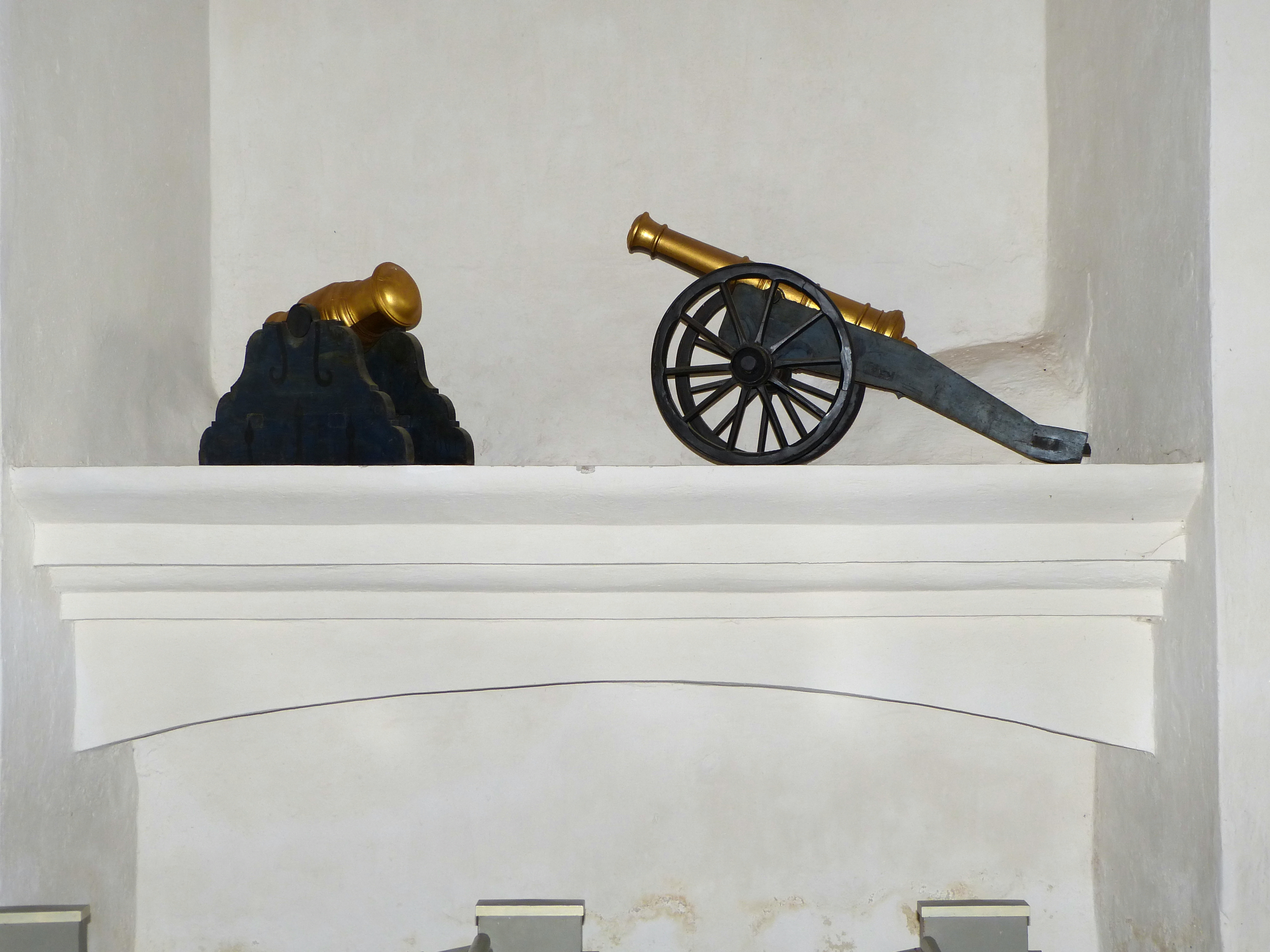
Mörser und Kanone als Reste des Epitaphs für Detlof von Schwerin

## Grabplatten und Gedenktafeln
- Eine Grabplatte für Jürgen Christoph von Schwerin befindet sich im Fußboden vor der Patronatsloge. Die 1,70 Meter breite und 2,25 Meter lange Sandsteinplatte zeigt das Relief eines geharnischten Ritters in ganzer Größe. Die Figur trägt eine Allongeperücke, über der Schulter eine breite Schärpe und in der linken Hand eine Pergamentrolle. Der Helm ruht auf einem Tisch neben dem Ritter. Rechts oben befindet sich das Schwerinsche Wappen. Die Inschrift lautet: HERR JVRGEN CHRISTOFF V. SCHWERIN ZV PVTZAHR ERBSESSEN GEBOREN ANNO 1633 DEN 23 FEBRVARY GESTORBEN ANNO 1706 DEN 19. MARTY ZWISCHEN 10 VND 11 VHR.
- Unter der Empore befindet sich eine Grabplatte für Catharina Sophia, die jüngste Tochter des Ulrich von Schwerin († 1612) und der Sophia von Arnim. Die 1,40 m mal 0,80 m messende Sandsteinplatte hat einen erhabenen Rand. In einer Muschelnische in der Mitte befindet sich das Flachrelief eines Mädchens. Der Kopf der Figur ist seitwärts geneigt. Sie trägt eine breite Halskrause. Die rechte Hand hält ein Tuch mit Quasten, die linke drei Blumen. An einer um die Schultern geschlungenen Kette hängt ein großes Schaustück. In der Umschrift am Rand der Platte steht der Spruch Lasset die Kindlein zu mir kommen.. und im Rahmen der Muschelnische Die gerechten Seelen sind in Gottes Hand. Unter der Figur stehen die Namen der Eltern und die Jahreszahl 1610. An den Ecken der Platte befinden sich die Wappen der Familien von Schwerin, von Arnim, von Waldenfels und von der Schulenburg.
- Bei der Renovierung zwischen 1960 und 1963 wurde an der südlichen Wand eine steinerne Gedenktafel für die Opfer beider Weltkriege angebracht.
- Nicht mehr vorhanden ist das Epitaph des Dettlof von Schwerin. Es befand sich in einer Nische in der nördlichen Kirchenwand. Das aus Holz geschnitzte Epitaph war mit zahlreichen Wappenschilden, Kriegstrophäen, Helmen, Degen und anderen Waffen ausgestattet. Die in der Nische aufgestellten Modelle eines Mörsers und einer Kanone gehörten dazu.

## Friedhof und Begräbnisstätten
Unterhalb der Kirche befindet sich eine Gruft, die von 1665 bis 1945 als Erbbegräbnis für die Familie von Schwerin diente. Nach dem Ende des Zweiten Weltkriegs plünderten Soldaten der Roten Armee in der Gruft. 1991 wurden die Gebeine aus der Gruft auf dem Friedhof beigesetzt. Der Prunksarg des Detlof von Schwerin befindet sich noch in der Gruft.
Mehrere Grabplatten für Angehörige der Familie von Schwerin befinden sich am westlichen zum Gutspark gelegenen Rand des Friedhofs. Hier liegen der preußische Minister Maximilian von Schwerin-Putzar und sein Sohn Heinrich begraben. Vom Park aus zugänglich befindet sich vor der Kirche eine unterirdische Begräbnisstätte, in der bis in die DDR-Zeit Carl Wilhelm Ludwig Heinrich Graf von Schwerin-Putzar-Schwerinsburg (1776–1839), Landrat des Kreises Ankam bis 1834, und seine Frau Charlotte Friederike Luise, geborene von Berg, bestattet waren.